# L'aprenent de Pare Noel
L'aprenent del Pare Noel o L'aprenent de Pare Noel (originalment en francès, L'Apprenti Père Noël) és una pel·lícula d'animació de 2010 dirigida per Luc Vinciguerra. Es tracta d'una coproducció internacional entre França, Austràlia i Irlanda. La pel·lícula va ser seguida per L'aprenent de Pare Noel i el floc de neu màgic. S'ha doblat al valencià per a À Punt, i al català central per al SX3.

## Sinopsi
Pare Noel no vol jubilar-se, però l'acord és formal: ha d'escollir un aprenent que el substituirà. Seleccionat entre milions de nens, l'afortunat guanyador s'ha de dir Nicolas, ser orfe i tenir un cor pur. A l'altre costat de la Terra, un nen petit compleix perfectament aquests criteris, però la seva falta d'autoconfiança i el seu mareig el converteixen en un mal candidat. Acceptarà el Pare Noel la idea de lliurar i ajudar el seu aprenent a ocupar el seu lloc?